# Deep Explorer
Le DSV Deep Explorer  (Diving Support Vessel) est un navire de service de soutien à la plongée pour les travaux offshore appartenant et opérant pour l'entreprise du secteur de l'énergie TechnipFMC. Le navire peut effectuer des travaux de construction ou des opérations d'inspection, d'entretien et de réparation (IMR).

## Caractéristiques
le Deep Explorer, construit par Vard Group n Norvège, nouveau navire d'assistance à la plongée et multi-support, est spécialement conçu pour le marché exigeant de la mer du Nord au Canada. Il peut fonctionner tout au long de l'année dans pratiquement toutes les conditions de mer et météorologiques. À la livraison, le navire est devenu le DSV le plus moderne du monde, grâce à son système de contrôle de plongée informatisé de pointe, qui prend en charge le complexe de chambres de plongée de 24 personnes jusqu'à 350 m. le navire est également capable de mener des activités de construction sans plongée.
Son pont de travail de 1.680 m² peut recevoir jusqu'à 15 tonnes/m² pour une capacité maximale de fret de 6.100 tonnes. Il est équipé d'une grue offshore de 400 tonnes et d'un grand moonpool fonctionnel.
Il est équipé, sous hangar, de deux sous-marins télécommandés de travail (WROV) capables d'effectuer des tâches à des profondeurs allant jusqu'à 3.000 mètres et d'un ROV d'observation. Le déplacement vers le chantier s'effectue à une vitesse maximale de 13 nœuds et la précision de l'installation est assurée par le système de positionnement dynamique. Il y a des cabines à bord pour 120 personnes. La livraison du personnel et des marchandises peut être effectuée à l'aide d'une hélisurface conçu pour recevoir des hélicoptères de type Sikorsky S-92.

### Articles externes
- Deep Explorer - Site marinetraffic
- Flotte de TechnipFMC - Site TechnipFMC